# Jonov let
Jonov let je slovenska TV drama iz leta 1981, posneta po več zgodbah Máteja Dolenca.
Glavna igralca sta bila takrat študenta AGRFT.
Leta 1981 so bili razmisleki o prenosu filma s 16 mm na 35 mm trak za predvajanje v kinematografih, kar bi financirala Kulturna skupnost Slovenije. Zainteresiran je bil tudi distributer Vesna film. Na koncu je televizija to možnost zavrnila. Februarja 1982 je Dolenjski list objavil, da naj bi še razmišljali o 1,4 milijona dinarjev vrednem presnemavanju, da je Robar iskal denar po dolenjskih delovnih organizacijah ter da je Viba filmu in kulturni skupnosti zmanjkalo sredstev.

### Zgodba
Maks Gorenc ne sprejema meščanskih vrednot svojih staršev. Izživlja se z motorjem in jadralnim letalom. Svoj smisel najde v ljubezni z dekletom, vendar se zgodi tragedija. Pri zasilnem pristanku se dekle pohabi.

## Kritike
Jože Snoj je film popolnoma zavrnil. Zgodba se mu je od začetka do konca zdela neumna in nedramatična. Spomnila ga je na Slomškovo o Blažetu in Nežici v nedeljski šoli. Ni ga prepričal moralističen začetek o problematični mladini, za lase privlečena pa se mu je zdela tudi junakova preobrazba ob ljubezni do dekleta. Imel je težave pri razumevanju govora z izjemo monologa.

## Zasedba
- Igor Samobor: Maks Gorenc
- Maja Blagovič: Maksovo dekle
- Tone Gogala
- Tanja Poberžnik

## Ekipa
- fotografija: Slavo Vajt
- scenografija: Belica Škerlak
- kostumografija: Zvonka Makuc